# Velimirovac
Velimirovac är en ort i Kroatien.   Den ligger i länet Baranja, i den östra delen av landet, 170 km öster om huvudstaden Zagreb. Velimirovac ligger 104 meter över havet och antalet invånare är 1 241.
Terrängen runt Velimirovac är platt. Runt Velimirovac är det glesbefolkat, med 17 invånare per kvadratkilometer. Närmaste större samhälle är Našice, 4,2 km söder om Velimirovac. Omgivningarna runt Velimirovac är en mosaik av jordbruksmark och naturlig växtlighet.